# バーデン (スイス)
バーデン（標準ドイツ語：Baden, スイスドイツ語：Bade）は、スイスのアールガウ州の基礎自治体 ( アインヴォーナー・ゲマインデ ) である。

## 地勢
チューリヒの北西25キロ、リマト川西岸に位置する。

## 概要
硫黄泉で有名で、古代ローマの歴史家タキトゥスによっても記述されている。痛風やリウマチに効果があるとされている。主要な鉱泉場はリマト川近くの旧市街の少し北側に位置している。ローマ時代の遺構がKursaalの庭の周辺で多く見つかっている。 シュタイン (stein) 城跡や険しく細い路地、木造の中世の橋、一つだけ残された街への門など、バーデンは景色はすばらしい。

## 歴史
ハプスブルク家の正式な拠点であったシュタイン城は、1415年と1712年に破壊された。1415年に八州同盟（ドイツ語: Die Acht Alten Orte、英語: Eight Swiss Confederates）に征服された。1426年から1712年までの間、彼らの代表者がバーデンで集まり、征服地に関する事柄を取り決めた。そのためこの時期、バーデンはスイスの事実上の首都であった。
フランスと神聖ローマ帝国のスペイン継承戦争の終結時に、1714年にバーデン条約 (en:Treaty of Baden) が調印された。この条約は1713年のユトレヒト条約とラシュタット条約を補完するものであった。
バーデンは1798年からアールガウ州が設立される1803年まで、バーデン州 (en:Canton of Baden) の州都であった。

## 姉妹都市
- シギショアラ、ルーマニア

## 出身者
- アルバート・ホフマン：化学者